# Wilhelm Speidel
Wilhelm „Helm” Speidel (n. 8 iulie 1895, Metzingen, Baden-Württemberg, Germania – d. 3 iunie 1970, Nürtingen, Republica Federală Germania, Germania) a fost un general german din Luftwaffe, care a îndeplinit funcții de comandă în cel de-al Doilea Război Mondial și a fost avansat la gradul de general de aviație. În 1948 a fost găsit vinovat în procesul de ucidere a ostaticilor, unul din Procesele ulterioare din Nürnberg, pentru acte săvârșite în perioada cât a fost comandant militar al Greciei. A fost condamnat la 20 de ani de închisoare, dar a fost eliberat la începutul anului 1951. Hans Speidel, fratele mai mic al lui Wilhelm Speidel, a avut un rol central în reînființarea după război a armatei Germaniei de Vest.

## Biografie

### Origini, Primul Război Mondial și Reichswehr
Tatăl lui Wilhelm Speidel, Emil Speidel, a fost funcționar silvic superior (Oberforstrat) și vicepreședinte al Direcției Silvice a Regatului Württemberg din Stuttgart. La vârsta de 17 ani, Wilhelm Speidel s-a înrolat la 26 iunie 1913 ca Fahnenjunker în Regimentul de Grenadieri „König Karl” (5. Württembergisches) nr. 123. La scurt timp după izbucnirea Primului Război Mondial, Speidel a fost avansat la gradul de locotenent (Leutnant), a fost numit comandant de pluton și a plecat cu regimentul său pe Frontul de Vest.
Regimentul de Grenadieri făcea parte din Divizia 27 și a fost folosit exclusiv pe Frontul de Vest. La sfârșitul lunii noiembrie 1914, fratele mai mic al lui Wilhelm, Hans Speidel, s-a înrolat și el în Regimentul 123 Grenadieri, a fost avansat locotenent un an mai târziu și a rămas în acest regiment până la sfârșitul războiului. De la sfârșitul anului 1915 Wilhelm Speidel a îndeplinit temporar funcția de comandant de companie. La 22 martie 1918 Wilhelm Speidel a fost avansat la gradul de Oberleutnant și a preluat, în urma Ofensivei germane de primăvară, conducerea batalionului furtunii din Divizia 27. Speidel a fost decorat în timpul războiului cu Crucea de Cavaler a Ordinul Meritului Militar al Württembergului, cu Crucea de Fier clasele a II-a și I-a și cu Insigna neagră pentru răniți .
După Armistițiul de la Compiegne și sfârșitul Primului Război Mondial a fost transferat ca adjutant în comandamentul districtului militar Reutlingen, care fusese unit cu comandamentul districtului Gmünd. Din 19 iulie 1919 Speidel a activat ca adjutant în Batalionul II al Regimentului 26 Schützen, iar de la 1 octombrie până la 14 decembrie 1920 a fost ofițer în cadrul unei companii a Regimentului 25 Schützen. Pentru scurt timp Speidel a fost adjutant în comandamentul districtului militar Stuttgart. La 1 ianuarie 1921 a fost transferat în Regimentul 13 Infanterie (Württemberg). Speidel a fost de la 1 octombrie 1921 ofițer într-un escadron al Regimentului 18 Cavalerie și a absolvit până la 30 aprilie 1923 un curs de formare a ofițerilor de stat major organizat în cadrul Diviziei 5 din Stuttgart. Ulterior, el a fost comandant al unei subunități (Zugführer) în Regimentul 13 Infanterie (1 mai - 31 iulie 1923) și apoi în Divizia 5 (1 august 1923 - 30 septembrie 1924). A fost transferat din nou în Regimentul 18 Cavalerie și a absolvit apoi cea de-a doua parte a cursului de formare a ofițerilor de stat major în cadrul Diviziei 5 din Stuttgart. De la 1 octombrie 1925 până la 30 septembrie 1926 a făcut parte din Batalionul I al Regimentului 13 Infanterie și a fost avansat la 1 aprilie 1926 la gradul de Rittmeister (echivalentul gradului de căpitan). A fost cooptat apoi în Departamentul de organizare a armatei din Ministerul Apărării de la Berlin și de la 9 iunie la 30 septembrie 1927 a fost ofițer în Regimentul 2 Cavalerie Prusacă de la Allenstein. A fost transferat apoi în Regimentul 11 Cavalerie Prusacă din Neustadt/Oberschlesien.
La 31 martie 1928 Speidel s-a retras din serviciul activ pentru a urma în URSS o Școală Secretă de Aviație pentru formarea ofițerilor din Reichswehr. Speidel a fost apoi reactivat la 1 februarie 1929 și repartizat în Regimentul 10 Cavalerie Prusacă, înainte de a fi reîncadrat din nou în Ministerul Apărării. De această dată a primit sarcina de referent în cadrul Direcției de Statistică a Armatei. La 6 mai 1929 Speidel a fost trimis timp de un an în Statele Unite ale Americii cu scopul de a se pregăti în cadrul Forțelor Aeriene Americane și de a studia organizarea militară a acestora. Reîntors în Germania, și-a reluat funcția din Ministerul Apărării Reichului.

### Wehrmacht și desfășurarea în cel de-al doilea război mondial
La o lună după promovarea sa la gradul de maior la 1 octombrie 1933 a fost transferat în Forțele Aeriene Germane (Luftwaffe) și numit ca referent în cadrul Ministerului Aerului. În perioada 1 martie - 30 iunie 1934 a lucrat în Statul Major General al Luftwaffe și apoi a preluat funcția de comandant al grupului de zbor Fliegergruppe Giebelstadt și al bazei aeriene locale, fiind avansat la 1 septembrie 1935 la gradul de locotenent-colonel. A fost promovat la 1 aprilie 1936 în funcția de șef al Statului Major al Comandamentului Zonal Aerian III (Luftkreis-Kommandos III) din Dresda și a fost înaintat pe 1 octombrie 1937 la gradul de colonel. Apoi, la 1 iulie 1938, a fost numit șef al Statului Major al Gruppenkommando 1 al Lufwaffe. A păstrat această funcție și după reorganizarea marii unități ca Luftflotte 1 (Flota Aeriană 1) începând cu 1 februarie 1939.
După începutul celui de-al Doilea Război Mondial, el a continuat să lucreze acolo, a fost promovat la gradul de general-maior la 22 septembrie 1939 și a îndeplinit în perioada 1 ianuarie - 9 octombrie 1940 funcția de șef al Statului Major al Luftflotte 2. Avansat la gradul de general-locotenent (la 19 iulie 1940) a fost numit șef al Misiunii Militare Aeronautice Germane în România și în perioada exercitării acestei funcții a fost înaintat la 1 ianuarie 1942 la gradul de General der Flieger. Wilhelm Speidel a fost decorat la 19 septembrie 1941 cu Ordinul Militar „Mihai Viteazul” clasa III-a „pentru exemplul personal, destoinicia și devotamentul cu care, în colaborare cu forțele aeriene române a contribuit la apărarea spațiului aerian, mai ales deasupra coastei românești a Mării Negre și a Regiunii Petrolifere Române” și cu Ordinul „Virtutea Aeronautică” de război cu spade clasa Comandor pentru „distinsele servicii aduse Aeronauticei Române în calitate de șef al Misiunii Militare Aeronautice Germane în România, contribuind în cel mai înalt grad la instruirea de războiu a Aeronauticei Române. În calitate de comandant șef a condus prin abnegație și competență operațiunile unităților de aviație și artilerie antiaeriană germane care au repurtat numeroase victorii aeriene pe frontul românesc”.
Din 15 iunie până în 10 septembrie 1942 s-a aflat în rezerva de comandanți a Forțelor Armate Germane (Führerreserve) și a fost apoi numit comandant general al Greciei de Sud. Speidel a fost numit la 8 septembrie 1943 în funcția de comandant militar al Greciei. În acest timp, germanii au comis numeroase crime de război pentru care Speidel a fost responsabil. Unul dintre acestea a fost masacrul de la Kalavrita, în care, potrivit raportului lui Speidel din 31 decembrie 1943, au fost împușcate 758 de persoane. La 27 aprilie 1944 a avut loc înlocuit din funcție și repartizat în rezerva de comandanți a Forțelor Armate Germane (Führerreserve). Din 10 septembrie 1944 până la 22 ianuarie 1945 Speidel a fost comandant al statului major de legătură al Oberkommando der Luftwaffe Südost. Apoi a fost repartizat din nou pentru scurt timp în Führerreserve și a fost numit la 14 martie 1945 în funcția de comandant general al Comandamentului III de Poliție Militară (Feldjäger).

### După război

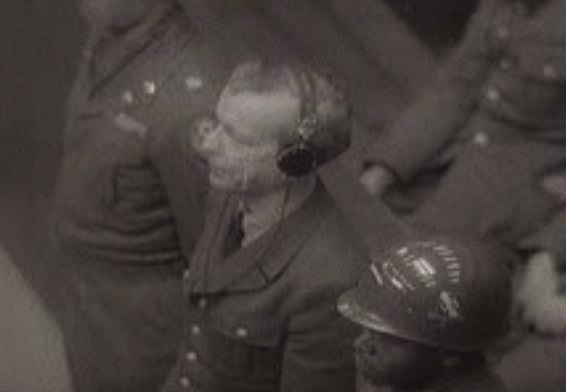
Speidel la judecata sa din 1948

Odată cu capitularea necondiționată a Wehrmachtului pe 8 mai 1945, Speidel a ajuns în captivitatea americană. Aliații l-au pus sub acuzare pe Speidel în procesul generalilor germani din Europa de Sud-Est pentru crimele de război săvârșite în timpul ocupației Greciei. Speidel a fost apărat de Joseph Weisgerber, asistat de Erich Bergler. Weisgerber avea deja experiență în procesele desfășurate la Nürnberg, clientul său anterior fiind Wolfram Sievers în Procesul medicilor. Speidel a fost condamnat la 19 februarie 1948 pentru crime de război la o pedeapsă de 20 de ani de închisoare. În urma intensificării discuțiilor cu privire la reînarmarea Germaniei de Vest, după izbucnirea Războiului din Coreea în vara anului 1950 înaltul comisar John McCloy a echivalat la 31 ianuarie 1951, la recomandarea Advisory Board on Clemency for War Criminals“ (Peck Panel), pedeapsa cu închisoarea primită de Speidel cu perioada de încarcerare deja efectuată. Speidel a fost eliberat la 3 februarie 1951, împreună cu alți 32 de deținuți, din închisoarea de război Landsberg.

## Decorații
- Ordinul Militar „Mihai Viteazul” cl. III-a (19 septembrie 1941)[9]
- Ordinul „Virtutea Aeronautică” de război cu spade, clasa Comandor (19 septembrie 1941)[10]

## Lucrări
- Wilhelm Speidel (sub pseudonimul Helm Speidel): Reichswehr und Rote Armee (PDF; 1,7 MB). În: Vierteljahrshefte für Zeitgeschichte, Jg. 1, nr. 1/1953, p. 9–45, cu un cuvânt înainte scris de Hans Rothfels.